# Armadillidium depressum
Armadillidium depressum är en kräftdjursart som beskrevs av Brandt 1833. Armadillidium depressum ingår i släktet Armadillidium och familjen klotgråsuggor. Utöver nominatformen finns också underarten A. d. depressum.